# 1682
Cette page concerne l'année 1682  du calendrier grégorien.
L'année 1682 est une année commune qui commence un jeudi.

## Évènements
- 1er janvier : à la suite de la révolte des Pueblos, les habitants de la mission espagnole d'Isleta sont déplacés vers El Paso, premier établissement espagnol au Texas[1].
- 12 février[2] : au Brésil, la création d’une compagnie de commerce pour le Maranhão e Grão Pará crée de nouvelles tensions qui aboutissent à l’expulsion des jésuites (1682-1686)[3].
- 22 mars, Inde : l'empereur moghol Aurangzeb arrive à Aurangābād[4]. Il s’attaque aux Marathes, tentant sans succès de se saisir d’Akbar, son fils révolté[5].
- 28 mars : le riche sultanat de Banten (poivre), à Java, tombe sous contrôle hollandais. Les représentants de la Compagnie anglaise des Indes orientales sont chassés le 11 avril et transfèrent leurs activités à Bengkulu, sur la côte ouest de Sumatra en juin 1685[6].
- 9 avril : Cavelier de la Salle prend possession de la Louisiane au nom de la France[7].
- 3 mai : martyre de Saint Ahmed le Calligraphe à Constantinople.
- 19 juillet : mort de Yohannès d'Éthiopie. Début du règne de Iyasou le Grand, négus d’Éthiopie (fin en 1706)[8].

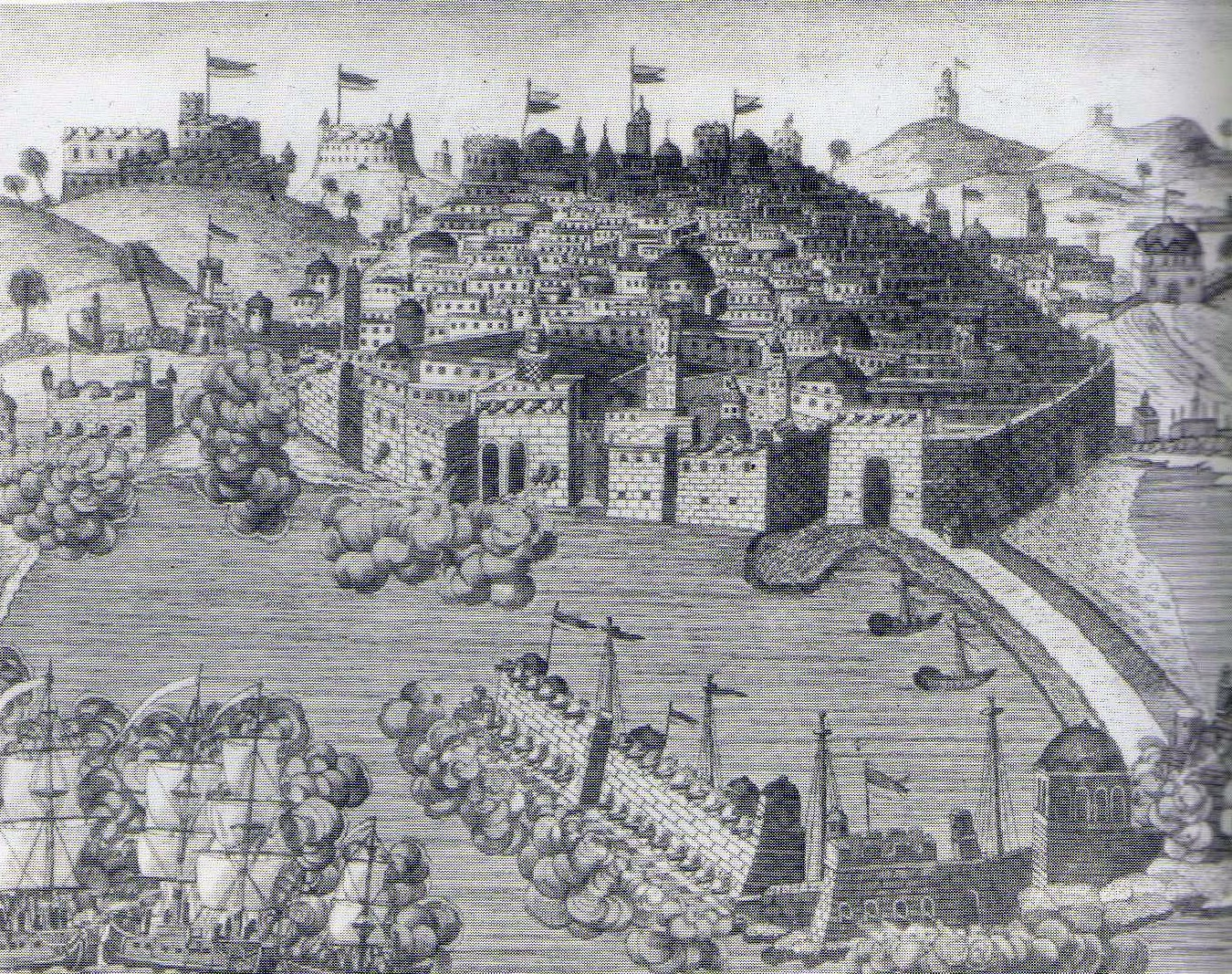
30 août-4 septembre : bombardement d'Alger

- 30 août-4 septembre : bombardement d'Alger par la flotte de Duquesne[9].
- 10 octobre : Joseph-Antoine Le Febvre de La Barre, nouveau gouverneur de la Nouvelle-France, convoque à Québec une assemblée pour régler la question iroquoise[10].
- 27 octobre : William Penn débarque en Pennsylvanie où il fonde Philadelphie[11].
- Octobre : la nomination d’un gouverneur russe à Albazin sur l’Amour provoque la réaction de l’empereur mandchou Kangxi, qui demande que le poste lui soit cédé sans conflit[12].

- Début du règne d'Ahmed Bokor, sultan du Darfour (1682-1722). Le pays est à son apogée ; il entretient des relations suivies avec l’Égypte, qui l’annexera en 1874[13].

### Europe

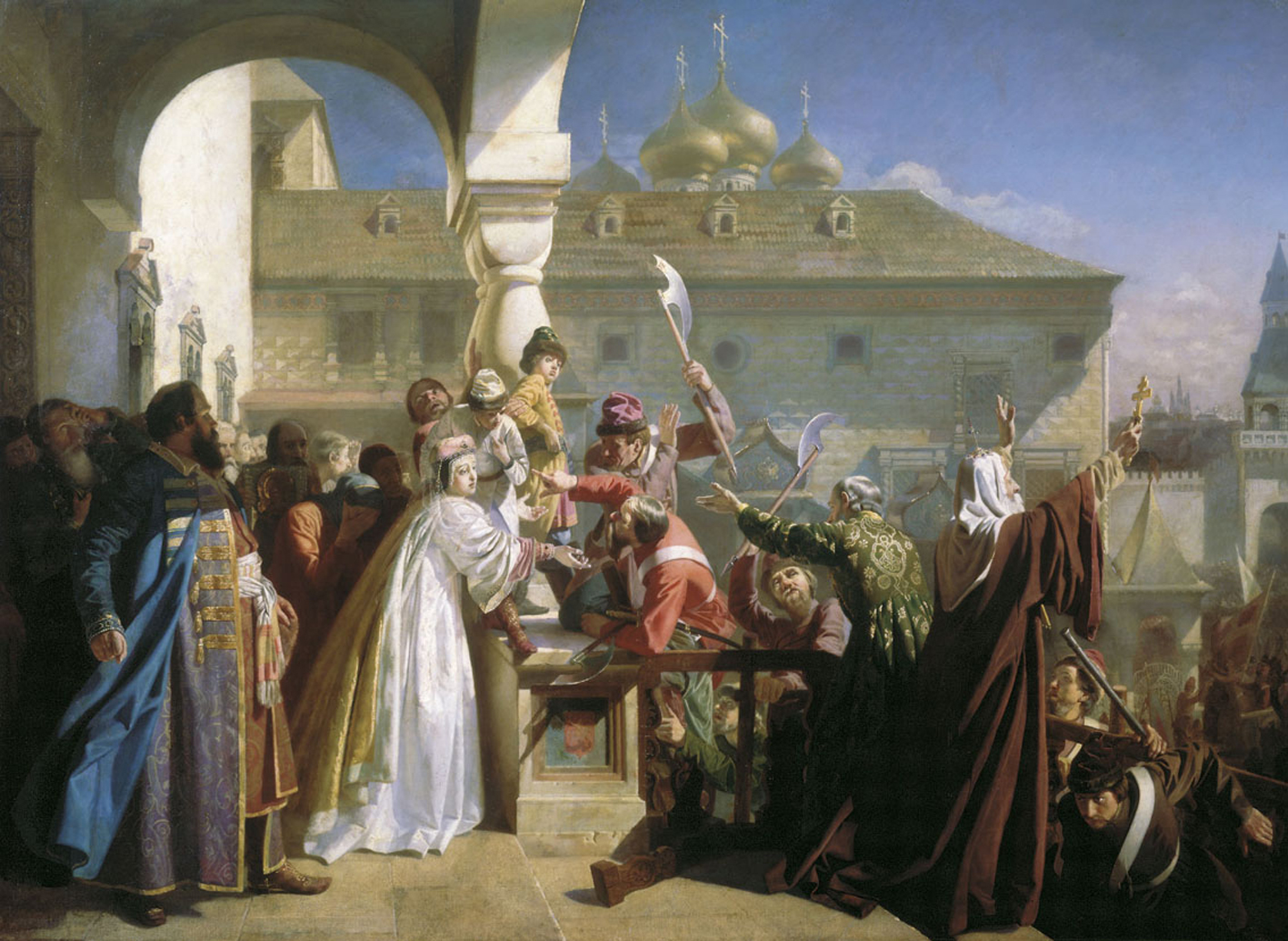
La révolte des streltsy de 1682 : Natalia Narychkina montre Ivan V aux Streltsy pour leur prouver qu'il est en bonne santé. Ivan V, physiquement et mentalement débile, est écarté du trône. Les boyards et le patriarche Joachim proclament tsar son demi-frère Pierre Ier. Leur sœur Sophia Alexeievna (1657-1704) fomente une émeute parmi les streltsy (20 000 hommes) qui imposent les deux tsars sous la régence de leur sœur aidée par son favori Vassili Golitsyne. Le clan des Narychkine, exterminé dans le sang pendant l’émeute, Sophia semble triompher, mais les Streltsy du prince Ivan Khovanski élargissent leurs revendications à la question religieuse. En majorité vieux-croyant, ils exigent une réaction à l’orthodoxie niconienne, ce que Sophia ne peut accepter. Durant l’été, un concile réunit pour rapprocher les points de vue tourne court, exaspère les Streltsy qui mettent Moscou à feu et à sang. La régente, qui a dû abandonner momentanément Moscou aux Streltsy pour se réfugier au couvent de Troïtsa, reprend la situation en main en faisant arrêter et exécuter les meneurs (Khovanski) et bannir les séditieux. Les raskolniki sont durement persécutés. Les édits de 1682 et 1684 prévoient pour eux le bûcher.

- 12 janvier, Russie : abolition du mestnitchestvo, droit des boyards aux préséances, par le Zemski sobor convoqué par Fédor III[14].
- 10 février : traité de Cölln entre le Danemark et le Brandebourg[15].
- 28 février : l'empereur accède au traité de La Haye de 1681 entre la Suède et les Provinces-Unies pour le maintien des dispositions de Westphalie et de Nimègue, rejoint par l'Espagne le 2 mai[16].
- 19 mars : déclaration des Quatre articles, affirmant les libertés de l'Église gallicane[17].

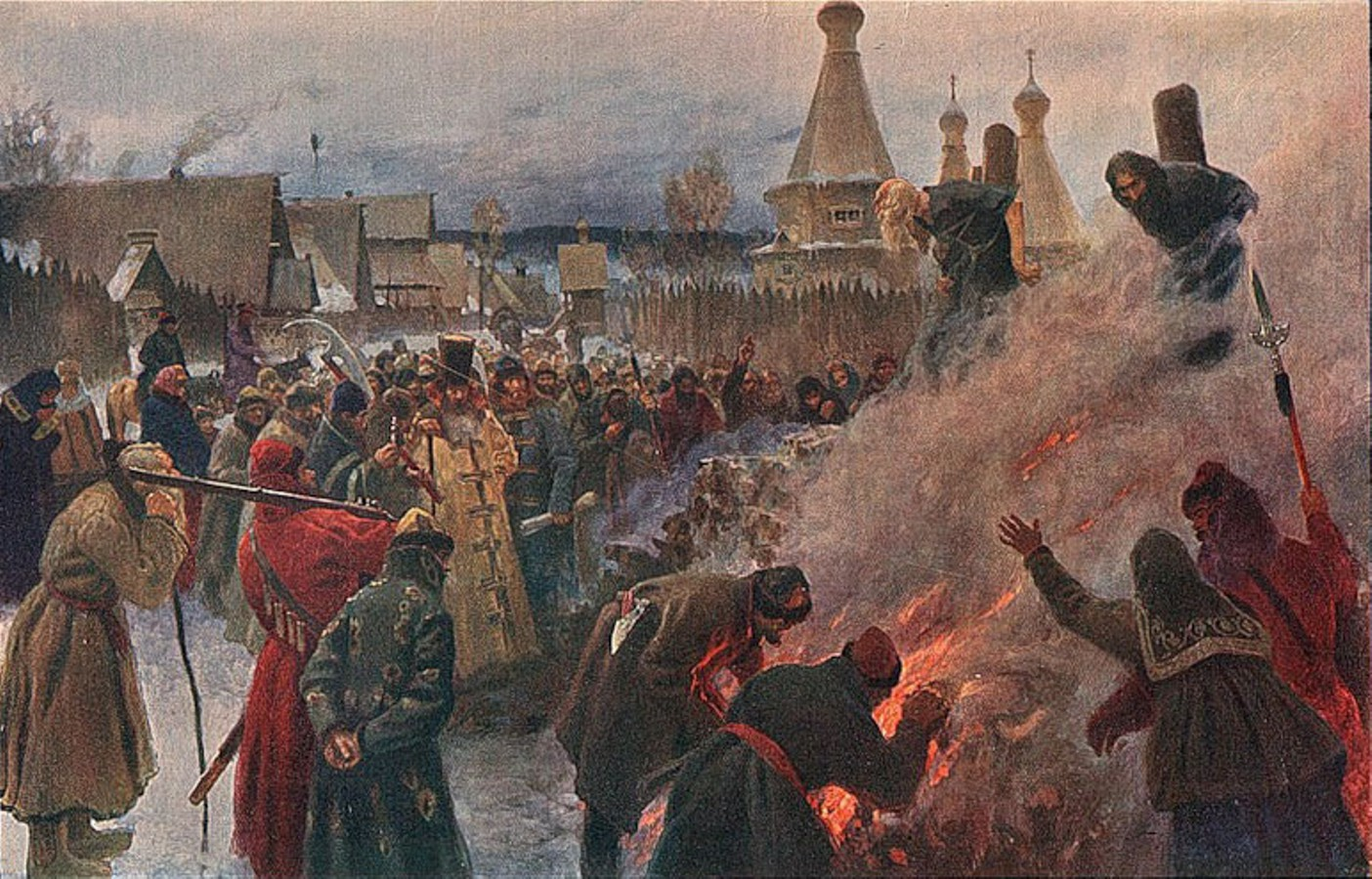
14 avril : exécution d'Avvakoum.

- 14 avril : Avvakoum et ses disciples subissent le supplice du feu[18].
- 1er mai : alliance entre la France et le Danemark[15]. Christian V de Danemark se rapproche de Louis XIV quand la Suède se lie aux Provinces-Unies.
- 7 mai (27 avril du calendrier julien) : le tsar de Russie Fédor III meurt sans héritier[19].
- 15 mai, Moscou : révolte des streltsy, un corps d’infanterie régulière créé par Ivan le Terrible (1550) et attaché aux anciennes traditions[20].
- 10 juin : à Laxenbourg, signature d’une alliance entre l’empereur Léopold Ier et les cercles du Haut-Rhin et de Franconie[16].

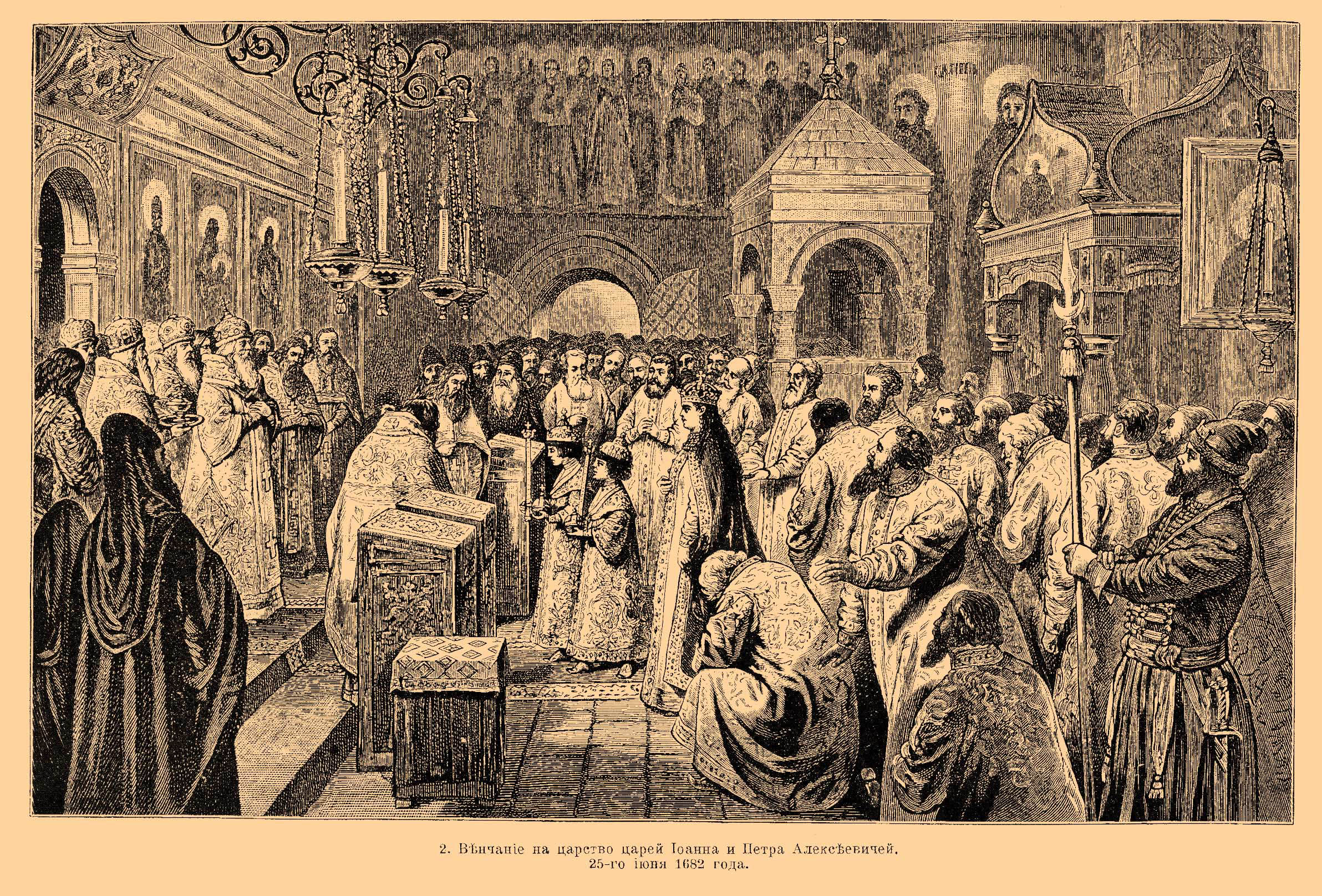
23 juin : couronnement de Ivan V et Pierre Ier, co-tsars de Russie sous la Régence de Sophia Alexeievna

- 15 juin : Imre Thököly épouse Ilona Zrinyi, veuve du prince Ferenc Rakóczi, qui combat à ses côtés[21].
- 23 juin : couronnement de Ivan V (1666-1696) et de Pierre Ier le Grand (1672-1725), co-tsars de Russie sous la régence de Sophia Alexeievna (fin en 1689)[20]. Sophia est pro-européenne, hagiographe (elle écrit une vie de sainte Catherine, traductrice de Molière dont elle fait représenter le Médecin malgré lui dans le théâtre du Kremlin). Elle projette de moderniser la Russie et de poser le problème du servage. Elle gouverne avec son favori Vassili Golitsyne, nommé chancelier et responsable des affaires étrangères.
- 14 août[22] : le révolté hongrois Imre Thököly prend Košice. Il devient vassal de la Porte qui lui accorde le titre royal. Il la soutient dans la campagne de Vienne et occupe Bratislava (1683).
- 14 septembre : alliance de Neuhaus, près de Paderborn entre le Danemark, l'électeur de Brandebourg et l’évêque de Munster pour empêcher la guerre entre la France et l’Empire[15].
- 12 octobre : traité de Stockholm. Alliance entre la Suède et l’Empire pour le maintien des dispositions des traités de Westphalie et de Nimègue[15].
- 19 octobre : le Suisse François-Jacob Lefort (1656-1699) est présenté au jeune tsar Pierre, dont il devient l’ami. Il est nommé major de l'armée russe le 29 juin 1683[23].
- 24 novembre : traité entre Victor-Amédée II de Savoie et la France, prévoyant une entreprise contre le Milanais[24].
- 1er décembre : rupture des négociations diplomatiques à Francfort[25].
- 9 décembre, Suède : le Riksdag approuve la déclaration des 16 et 22 novembre 1682 qui remet le pouvoir législatif absolu au roi de Charles XI de Suède[26]. Le roi entreprend des réformes visant à redresser le pays : il réduit considérablement les biens de la noblesse, comble, grâce à une judicieuse administration des recettes, la dette publique, et réorganise l’armée (70 000 hommes) et la flotte (10 000 marins).

## Naissances en 1682

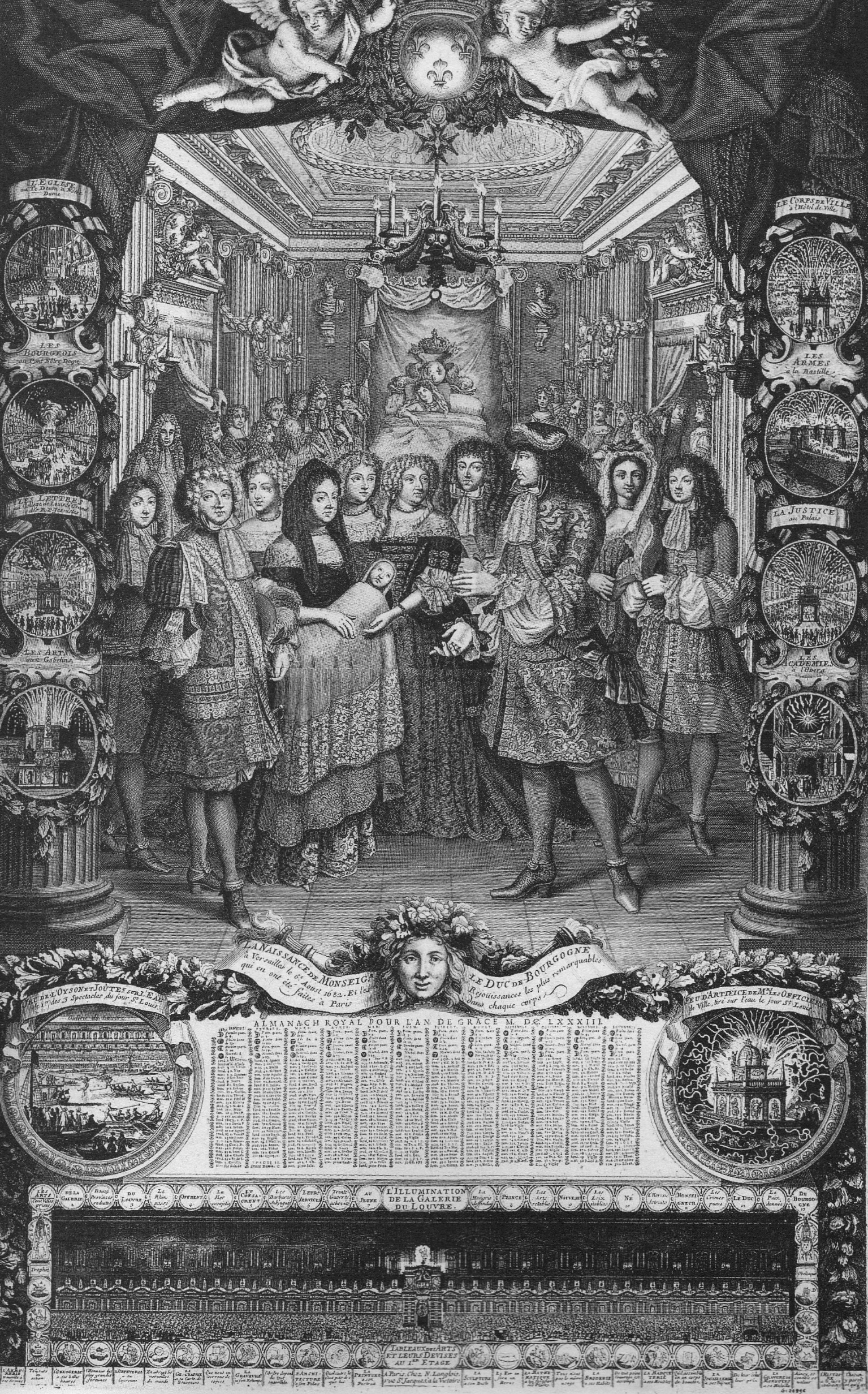
6 août : naissance du duc de Bourgogne

- 4 janvier : Jacopo Facciolati, lexicographe et philologue italien († 26 août 1769).
- 4 février : Johann Friedrich Böttger, chimiste allemand († 13 mars 1719).
- 29 mars : Matteo Ripa, missionnaire, peintre, graveur et cartographe italien († 29 mars 1746).
- 5 avril : Jan van Huysum, peintre néerlandais († 8 février 1749).
- 7 avril : Nicola Grassi, peintre italien († 6 octobre 1748).
- 27 avril : Mme de Tencin, femme de lettres et salonnière, à Grenoble († 4 décembre 1749).
- ? avril : James Graham, 4e marquis puis 1er duc de Montrose, aristocrate et homme politique écossais puis britannique († 7 janvier 1742)
- 17 mai : Bartholomew Roberts, pirate anglais puis britannique († 10 février 1722).
- 6 août : Le duc de Bourgogne, petit-fils de Louis XIV et père de Louis XV († 18 février 1712).
- 13 octobre : Catherine Opalinska, reine de Pologne († 19 mars 1747)
- Jean-François Dandrieu, musicien français († 17 janvier 1738).
- Date précise inconnue :
  - Giacomo Adolfi, peintre baroque italien († 1741).
  - Jacopo Amigoni, peintre italien († 1752).
  - Johann Jacob Bach III, musicien allemand († 1722).
  - Gustavus Hesselius, peintre né en Suède qui émigra en Amérique († 25 mai 1755).
  - Giovanni Domenico Lombardi, peintre baroque italien († 1751).

## Décès en 1682
- 6 janvier : Jusepe Martínez, peintre et portraitiste espagnol (° 1600).
- 18 février :
  - Pierre Dupuis, peintre français (° 3 mars 1610).
  - Baldassare Longhena, architecte et sculpteur vénitien (° entre 1596 et 1598).
- Février : Niccolò Berrettoni, peintre baroque italien (° 1637).
- 5 mars : Grégoire Francois Du Rietz (ou Durietz), médecin français qui a exercé à la cour de Suède (° 1607).
- 14 mars : Jacob van Ruisdael, peintre et graveur hollandais (° vers 1628).
- 3 avril : Bartolomé Esteban Murillo, peintre baroque espagnol (° 1er janvier 1618).
- 3 mai : Saint Ahmed le Calligraphe, Saint Orthodoxe (° vers 1600).
- 9 mai : Philips Wouwerman, peintre paysagiste néerlandais (° 13 septembre 1623).
- 12 juillet : Jean Picard, astronome français (° 21 juillet 1620).
- ? octobre : Johann Joachim Becher, alchimiste et économiste caméraliste autrichien (° 6 mai 1635).
- 23 novembre : Claude Lorrain (Claude Gellée), peintre français (° 1600).
- Date précise inconnue :
  - Heo Mok, homme politique, homme de lettres, philosophe, savant et artiste coréen (° 1595).
  - Jacob Ochtervelt, peintre néerlandais (° février 1634).
- Vers 1682 :
- Jacopo Baccarini, peintre baroque italien (° 1600).